# Joseph Pagès
Pour les articles homonymes, voir Pagès.
Joseph Pagès, né le 10 mars 1754 à Connaux, mort le 1er septembre 1814 à Lille, est un général français de la Révolution et de l’Empire.

## États de service
Il entre en service le 4 mars 1781, comme soldat au régiment d'Artois dragons, il est nommé brigadier le 9 février 1783, maréchal des logis le 25 mars 1785 et maréchal des logis chef le 1er avril 1791. Le 11 septembre 1792, il devient sous-lieutenant et il participe à toutes les guerres de 1792 à l’an IX, aux armées de la Moselle, du Nord, de Sambre-et-Meuse, d’Allemagne, d’Angleterre, d’Italie, et dans le corps d’observation de l’armée du midi. Il est promu lieutenant le 4 septembre 1793, et le 6, il se trouve avec un détachement de 25 hommes dans la forêt de Mormal, cerné par une infanterie très nombreuse, blessé d’un coup de feu au pied, il exécute une charge pleine de vigueur et d’audace, qui lui permet non seulement de se dégager, mais encore de faire plusieurs prisonniers à l’ennemi. 
Il passe capitaine le 11 octobre 1793, et le 18, il est choisi pour commander un détachement composé des plus braves soldats de tous les corps de cavalerie bloqués dans Maubeuge, avec pour consigne de traverser le camp ennemi avec le représentant du peuple Drouet. Le 9 avril 1794, il est nommé chef d’escadron, et le 13 juin suivant, il est élevé au grade de chef de brigade au 12e régiment de dragons. Le 26 juin 1794, à la bataille de Fleurus, il exécute une charge brillante, qui contribue puissamment aux succès de cette bataille. Le 6 juillet 1794, aux Quatre-Bras, il enlève quelques pièces de canon à l’ennemi, et lui fait un grand nombre de prisonniers, parmi lesquels se trouve un général autrichien. Le 9 octobre 1794, à Juliers, avec 2 escadrons de son régiment, il tombe sur les autrichiens, en avant de la ville, leur reprend la position ainsi que plusieurs pièces que notre infanterie avait été obligée d’abandonner, et il tue de sa main un de leurs généraux. Le 15 août 1799, à la bataille de Novi, il est blessé de deux coups de feu, l’un à l’épaule, l’autre au menton. 
De l’an X à l’an XI, il tient garnison à Lodi, et de l’an XII à l’an XIII, il est affecté à l’armée des côtes de l’Océan. Il est fait chevalier de la Légion d’honneur le 11 décembre 1803, officier de l’ordre le 13 juin 1804, et à ce titre électeur du département du Gard. En l’an XIV, il fait la campagne d’Autriche, au sein de la 3e division de dragons de la réserve de cavalerie de la Grande Armée, et sa brillante conduite à la bataille d’Austerlitz, lui mérite sa promotion au grade de général de brigade le 24 décembre 1805.
De 1806 à 1809, il fait les campagnes de Prusse, de Pologne et d’Allemagne. Il est blessé et fait prisonnier à la bataille de Sacile le 16 avril 1809. Le 15 septembre 1809, il est employé au dépôt de cavalerie de la Grande Armée à Passau, et il est créé baron de l’Empire le 9 janvier 1810. Le 8 mars 1810, son état de santé l’oblige à prendre sa retraite.
Il meurt le 1er septembre 1814, à Lille.

## Dotation
- Le 17 mars 1808, donataire d’une rente de 4 000 francs sur les biens réservés en Westphalie.

## Armoiries
| Figure | Nom du baron et blasonnement |
| ------ | --- |
|        | Armes du baron Joseph Pagès et de l'Empire, décret du 19 mars 1808, lettres patentes du 9 janvier 1810, officier de la Légion d'honneur Coupé le premier parti de sinople au casque d'argent ; et de gueules au signe des barons tirés de l'armée ; le deuxième d'azur à la tour d'argent, sommée d'un cheval issant d'or et adextrée et sénestrée d'une branche d'olivier en pal d'argent - Livrées : les couleurs de l'écu, le verd en bordure seulement. |

## Sources
- (en) « Generals Who Served in the French Army during the Period 1789 - 1814: Eberle to Exelmans »
- Thierry Pouliquen, « Les généraux français et étrangers ayant servis [sic] dans la Grande Armée » (consulté le 24 août 2014)
- « La noblesse d’Empire » (consulté le 24 août 2014)
- A. Lievyns, Jean Maurice Verdot, Pierre Bégat, Fastes de la Légion-d'honneur, biographie de tous les décorés accompagnée de l'histoire législative et réglementaire de l'ordre, Bureau de l’administration, janvier 1844, 529 p. (lire en ligne), p. 401.
- (pl) « Napoléon.org.pl »
- Georges Six, Dictionnaire biographique des généraux & amiraux français de la Révolution et de l'Empire (1792-1814), Paris : Librairie G. Saffroy, 1934, 2 vol., p. 280
- Vicomte Révérend, Armorial du Premier Empire, tome 4, Honoré Champion, libraire, Paris, 1897, p. 1.